# Linda De Ridder
Linda De Ridder (11 juni 1961) is een Vlaams actrice. Ze is de dochter van actrice Jane Peter. Ze is de zus van Sven De Ridder. 

## Acteerloopbaan
De Ridder studeerde aanvankelijk ballet aan het Stedelijk Instituut voor Ballet. Door een aantal stages tijdens deze opleiding ontdekte ze echter dat acteren haar wel lag. Ze speelde kleine rolletjes in "Oliver Twist" en "De Zigeunerbaron" en zo ging de bal aan het rollen.
Ook speelde ze openluchtvoorstellingen voor Commedia dell'arte in Venetië. Later behaalde ze haar diploma aan het Conservatorium, waar ze les kreeg van o.a. Jaak Van Assche en René Verreth. Toen het Echt Antwaarps Teater werd opgericht, was De Ridder de eerste actrice die een vast contract kreeg.
In 2016 maakte ze haar comeback in het theater. Dat deed ze in Theater Elckerlyc met het toneelstuk "Nonkel Jef Zit in de Patatten". Ze hernam hierin de rol van Odette die ze in de tv-reeks speelde.

## Televisieseries
- Bompa (VTM): Sonja Van Acker (1989 - 1994)
- Drie Mannen Onder één Dak (VTM): Sofie
- Nonkel Jef (VTM): Odette Nolette
- #LikeMe (Ketnet): Mevrouw Verbelen (2019-...)

## Rollen in het Echt Antwaarps Teater
Onder andere:
- Mijne Maat Staat op Straat
- Josée, Josefien en Joske
- Hola Paula
- Pa Heeft Een Lief
- Bingo
- Vijgen Na Kerstmis - als Marjan

## Privé
De Ridder is getrouwd en heeft een dochter.